# Tramway de La Rochelle

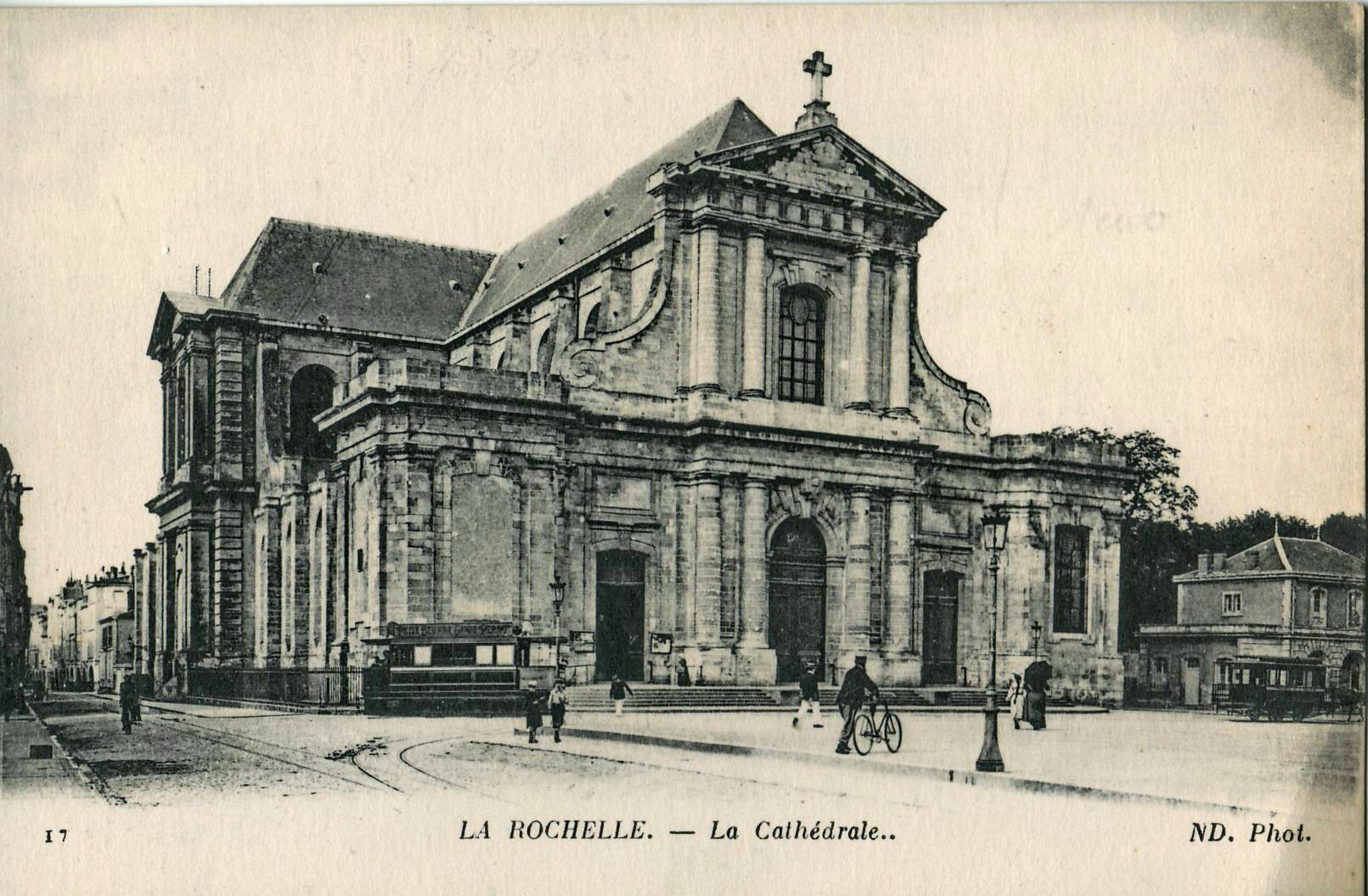
Un tramway devant la cathédrale

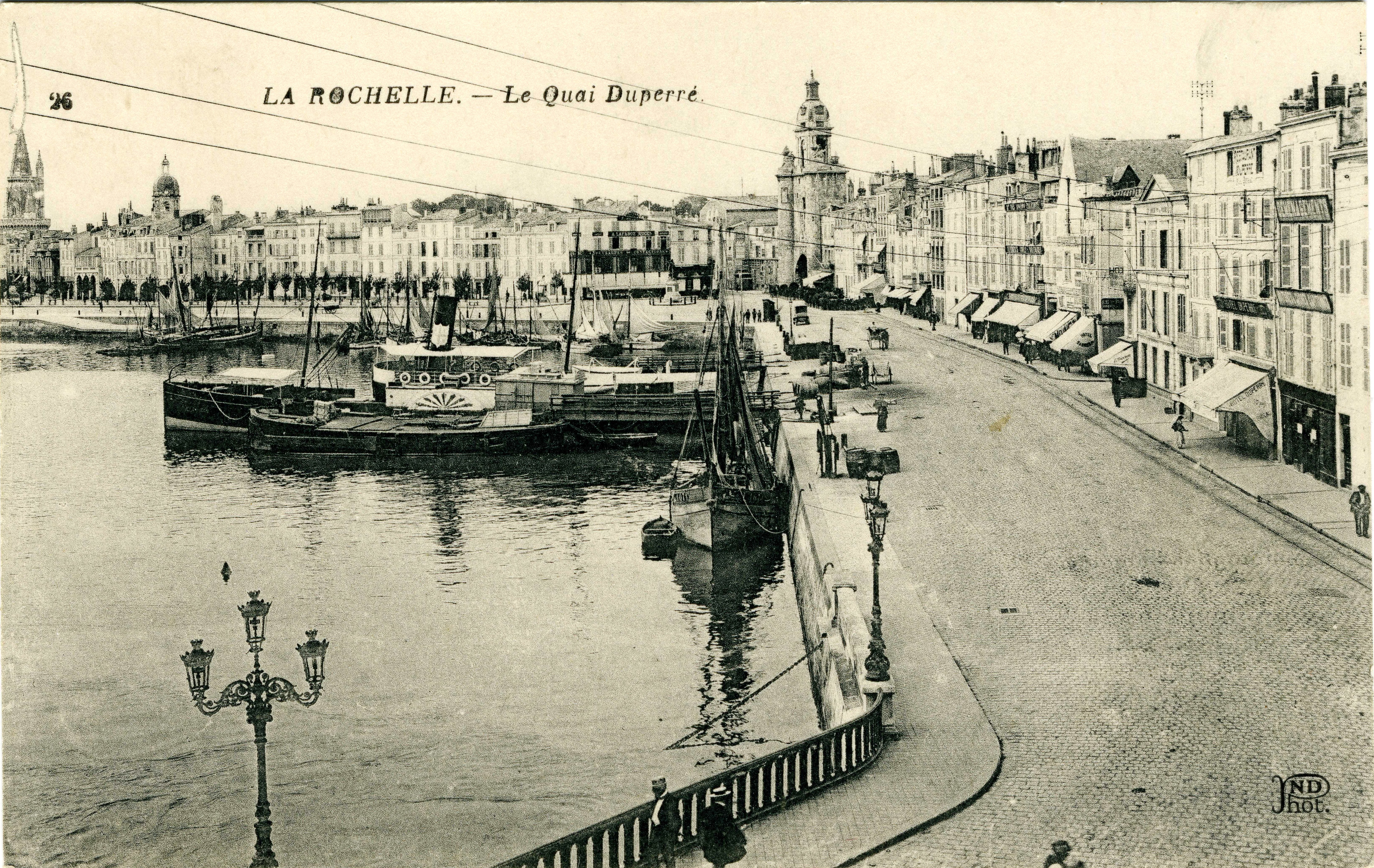
Vue du quai Duperré avec sur la droite les rails du tramway.

Le Tramway de La Rochelle a fonctionné dans cette ville du département de la Charente-Maritime entre 1901 et 1929. Le réseau était à voie métrique et utilisait la traction à air comprimé. Il avait été concédé à Louis Mékarski.
L'unique  ligne allait du quartier de Tasdon jusqu'à la Pallice en passant sous la Grosse Horloge et par la place de Verdun (alors place d'Armes). Les véhicules utilisés étaient des tramways de type Mékarski à air comprimé.

## Histoire
Un réseau de Tramway est concédé par la ville de La Rochelle à monsieur Louis Mékarski, le 30 décembre 1897 puis rétrocédé à la Compagnie des  Tramways de Nantes (CTN), le 7 janvier 1899.
Il est inauguré, le 25 août 1901. Le réseau  cesse son activité en 1929.
Le 16 juillet 1927, est établie une convention entre la Compagnie des  Tramways de Nantes et la ville de La Rochelle  pour le transfert de la concession afin d'assurer une exploitation en régie municipale.

## Lignes
- La Rochelle (place de Verdun) - Laleu - La Pallice (6 km)[2],  ouverture le 25 août 1901, fermeture le 25 décembre 1929
- La Rochelle (place de Verdun) - Tasdon, ouverture le 25 août 1901, initialement jusqu'au passage à niveau de Tasdon (le pont métallique n'existe pas encore)[1], prolongement à partir du 27 décembre 1920[3], fermeture le 23 avril 1924.
- La Rochelle (place de Verdun) - avenue Carnot - avenue Coligny - Casino du Mail : (embranchement), ouverture le 25 août 1901, fermeture en mai 1924
- Laleu - rue Jacques Henry - rue de la Muze: (embranchement) , ouverture le 25 août 1901, fermeture en 1913

Le centre du réseau était situé Place d'Armes (place de Verdun). Le dépôt et l'usine de production d'air comprimé se trouvait dans le quartier Saint-Maurice.

## Matériel roulant
Matériel d'origine
- Automotrices à air comprimé, système Mékarski: 8 unités[4]
- Remorques: 4 unités

Matériel complémentaire
- Automotrices à air comprimé, système Mékarski: 8 unités[4] ex tramway d'Aix-les-Bains

## Nouveau réseau

### Le réseau et son projet
En 2001 est créée par les collectivités locales et Alstom, une voie de tramway construite à l'écartement normal et électrifiée dans le quartier des Minimes. D'un coût de 35 millions de francs, elle est financée à hauteur de 12 millions par les collectivités locales, la communauté de villes, la région Poitou-Charentes et le département de la Charente-Maritime.
Cette ligne est destinée à l'expérimentation des technologies nouvelles du tramway ferroviaire. D'une longueur de 1 600 mètres, elle relie le site d'essai Alstom de Bellevue (situé à quelques kilomètres de l'usine de montage d'Aytré) au quartier des Minimes à La Rochelle.
Cette ligne a servi à l'expérimentation d'un nouveau type de tramway, destiné à des agglomérations moyennes. Elle a permis de réaliser des essais de rames dans les conditions réelles de circulation, à proximité de l'usine et de ses bureaux d'études.
La ligne sert également de vitrine et de lieu de démonstration, cela à l'intention d'éventuels acheteurs.
À l'aube de la candidature de Paris aux Jeux olympiques de 2008 pour lesquelles La Rochelle aurait été associé pour l'organisation des épreuves de voile, le prolongement de cette ligne devait constituer le renouveau du tramway dans cette ville.
Mais devant le  deuxième échec de la candidature parisienne pour les JO de 2012 (La Rochelle aurait été associé dans les mêmes conditions que 2008), le projet se limite à la constitution d'une voie de bus en site propre dans le prolongement de la ligne expérimentale et qui relie les Minimes au centre-ville.
Le transfert de la gestion des TER aux Régions a permis de constituer à partir de 2008 une liaison ferroviaire périurbaine entre Rochefort et La Rochelle dit « ligne TER cadencée La Rochelle-Rochefort ».
Cette réalisation est complétée par la réouverture d'anciennes gares ou par la création de haltes ferroviaires. Combinées avec le prolongement de la ligne expérimentale d'Alstom sur la voie de bus en site propre, ce réseau pourrait constituer le nouveau réseau de tramway de l'agglomération.
L'extension de l'agglomération rochelaise et la baisse progressive du coût d'un tel projet encourage sa réalisation, selon les élus locaux,.